# Domkerk van Bergen
De Domkerk van Bergen (Noors: Bergen Domkirke) is de hoofdkerk van het bisdom Bjørgvin van de Kerk van Noorwegen. De kerk is gelegen in het centrum van Bergen en werd voor het eerst vermeld in het jaar 1181. Sinds 1537 heeft de kerk de status van domkerk.

## Geschiedenis

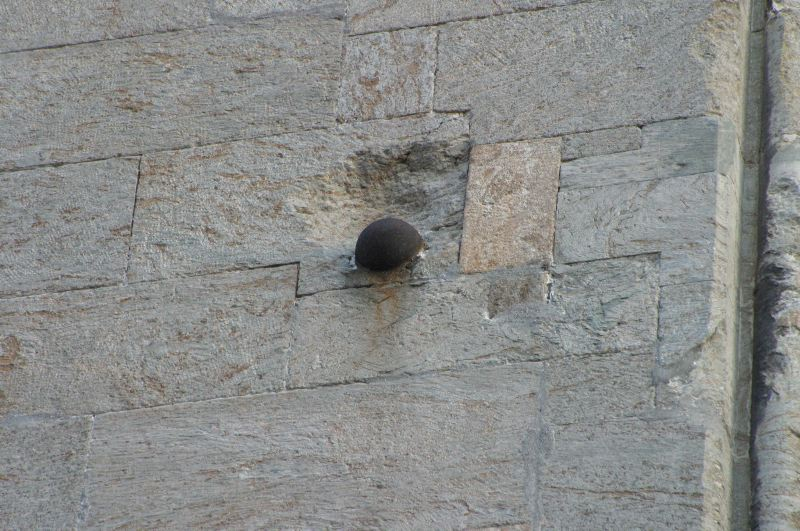
De kanonskogel in de muur

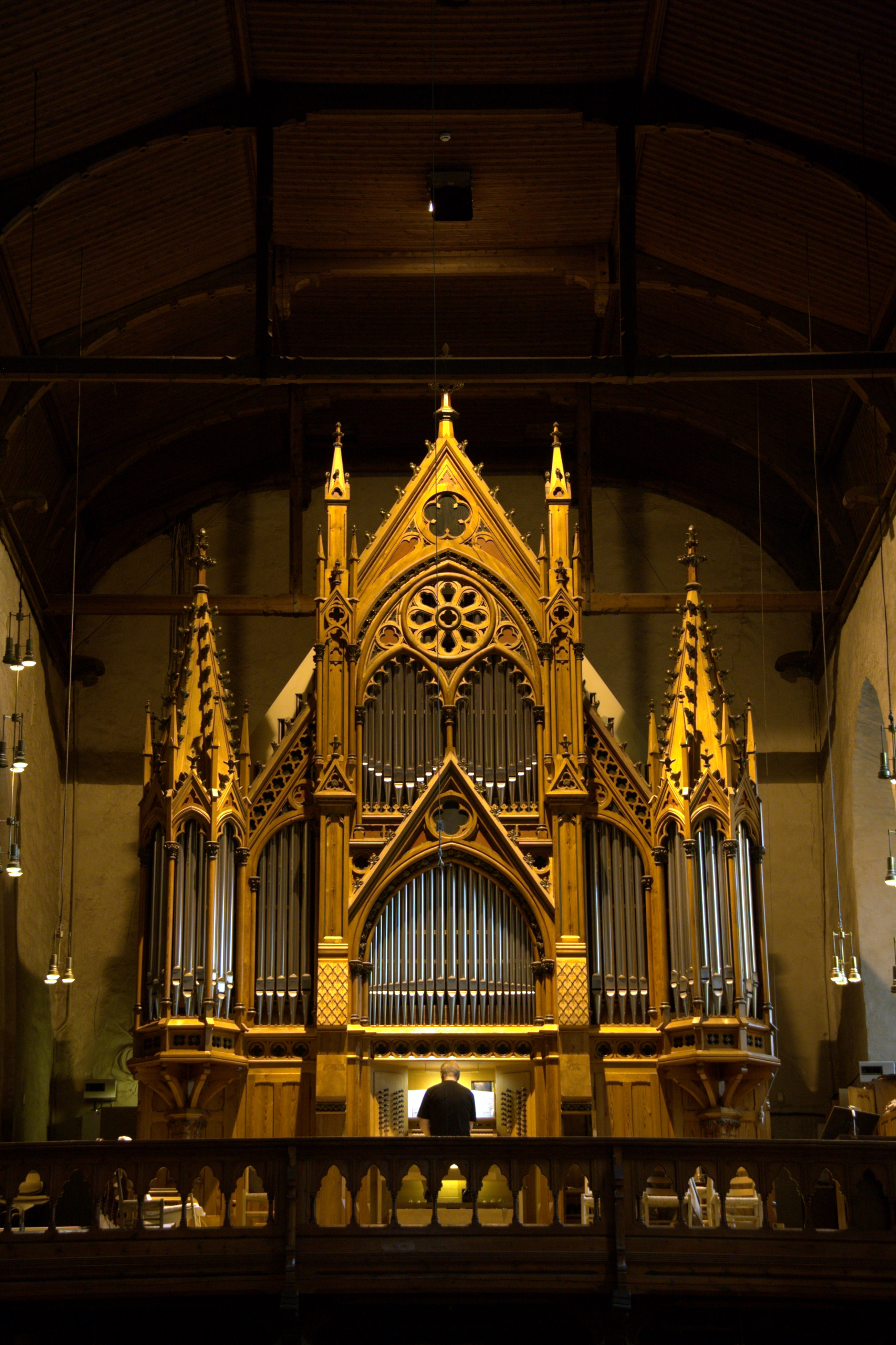
Orgel

De kathedraal werd gebouwd op de resten van twee oudere kerken. Oorspronkelijk was de aan Sint-Olaf gewijde kerk een kleine parochiekerk. Het oudst nog bestaande deel werd gebouwd in de tweede helft van de 12e eeuw. Tijdens het bewind van koning Haakon IV werd de kerk overgedragen aan franciscaanse monniken. Net ten zuiden van kerk werd het klooster aangebouwd. Hun kerk was eenvoudig, met slechts één schip en weinig versiering. De kerk brandde in 1248 af en na de herbouw opnieuw in 1270. Koning Magnus VI liet de kerk herbouwen in 1270 en werd naar men zegt begraven in het koor, maar zijn stoffelijke resten zijn nooit gelokaliseerd.
In 1463 werd de kerk opnieuw door brand in de as werd gelegd maar het duurde daarna tot na de reformatie eer de wederopbouw plaatsvond. Na de sloop van de oude Christuskathedraal door de Deense edelman Eske Bille in 1531 werd de ruïne van de Olafkerk in 1537 tot domkerk benoemd. Onder leiding van de eerste lutherse bisschop Gjeble Pederson werd de kerk hersteld en vergroot voordat hij in 1557 stierf. De kerk kreeg zelfs haar eerste orgel uit Bremen. 
In de 17e eeuw kreeg de kerk de huidige vorm. Het torentje boven het kerkschip werd toen vervangen door de vierkante toren aan de westkant van het schip. Na een brand in 1702 volgden nieuwe restauratiewerken.
In de jaren 1880-1883 werd de domkerk onder leiding van de architecten Christiaan Christie en Peter Andreas Blix grondig verbouwd. Men wilde de kerk de middeleeuwse sfeer terug geven en dus werd het rococo interieur verwijderd. Het zijschip werd gesloopt en herbouwd met vier gotische zuilen. Ook kreeg de domkerk een nieuw altaar van speksteen in de vorm van een middeleeuwse reliekschrijn. De kansel en het doopvont dateren uit 1883.
Ten noorden van het koor bevindt zich een kapel uit de late 13e eeuw.
Als herinnering aan de Slag in de Baai van Bergen tussen Engelse en Nederlandse schepen in 1665 is er in de muur van de domkerk nog altijd een kanonskogel te zien.

## Orgel
Het huidige orgel in de kathedraal werd in 1997 door de Oostenrijkse orgelbouwfirma Rieger geïnstalleerd. De orgelkas van het oudere orgel van Albert Hollenbach uit 1891 bleef bij de nieuwbouw bewaard. Het orgel heeft 61 registers op drie manualen en pedaal. De speeltracturen zijn mechanisch, de registertracturen zijn elektrisch. In de kathedraal worden regelmatig orgelconcerten gegeven.  

## Cijfers
De kerk heeft plaats voor 1000 gelovigen. Ze is 60,5 meter lang en 20,5 meter breed, terwijl het koor een breedte van 13,5 meter heeft.